# 東部方面システム通信群
東部方面システム通信群（とうぶほうめんしすてむつうしんぐん、JGSDF Eastern Army System Signal Group）は、陸上自衛隊朝霞駐屯地（東京都練馬区）に群本部が駐屯する東部方面隊直轄のシステム通信科の編合部隊である。

## 概要
群長は1等陸佐（二）が充てられ、東部方面隊の通信組織の構成・維持・運営に関することを任務とする。
1983年（昭和58年）3月、東部方面通信群として新編。2020年（令和2年）3月、西部方面隊に次いで2番目となるシステム通信群に改編された。

## 沿革
東部方面通信群
- 1983年（昭和58年）3月24日：東部方面通信群が市ヶ谷駐屯地において編成完結。一部を久里浜駐屯地に配置。

1. 第101基地通信大隊（市ヶ谷駐屯地）を隷下に編合。
2. 第106通信運用大隊、第304搬送通信中隊を久里浜駐屯地において新編し、隷下に編合。

※編成：群本部および本部付隊、第101基地通信大隊（市ヶ谷駐屯地）、第106通信運用大隊、第304搬送通信中隊（久里浜駐屯地）
- 1994年（平成06年）11月28日：防衛庁移転計画に伴う部隊新編・移動。

1. 群本部および本部付隊、第101基地通信大隊が市ヶ谷駐屯地から朝霞駐屯地に移駐。
2. 目黒駐屯地開設に伴い、第316基地通信中隊目黒派遣隊を分派（詳細は防衛省目黒地区を参照）。

- 1996年（平成08年）
  - 3月：第309基地通信中隊長に全国で初となる女性中隊長が配属される[2]。
  - 3月29日：群本部付隊に映像伝送班を新編。
- 1997年（平成09年）3月28日：第102システム管理隊を朝霞駐屯地に新編。
- 2001年（平成13年）3月26日：第106通信運用大隊および第304搬送通信中隊が久里浜駐屯地から朝霞駐屯地に移駐。
- 2002年（平成14年）3月27日：東部方面後方支援隊新編に伴い、第106通信運用大隊本部管理中隊が本部付隊に縮小改編。整備部門を東部方面後方支援隊第301通信直接支援隊へ移管。
- 2003年（平成15年）3月27日：群本部付隊が群本部中隊に改編。
- 2007年（平成19年）3月28日：部隊改編

1. 第101基地通信大隊（朝霞駐屯地）と第102システム管理隊（朝霞駐屯地）を再編し、第105基地システム通信大隊を編成。
2. 第309基地通信中隊（朝霞駐屯地）を第305基地システム通信中隊に改編。

- 2016年（平成28年）3月28日：部隊改編

1. 第106通信運用大隊（朝霞駐屯地）を第105指揮所通信大隊に改編。
2. 第304搬送通信中隊（朝霞駐屯地）を第304中枢交換通信中隊に改編。

東部方面システム通信群
- 2020年（令和02年）3月26日：東部方面システム通信群に称号変更。「第302システム防護隊」が朝霞駐屯地に新編[1][3][4][5]。
- 2021年（令和03年）3月18日：第302システム防護隊をシステム通信団に新編されたサイバー防護隊隷下に編成替え[6][7]。

## 部隊編成
特記ないものは朝霞駐屯地に所在している。
- 東部方面システム通信群本部
- 東部方面システム通信群本部中隊「東方シ通-本」
  - 中隊本部
  - 映像写真小隊
    - 小隊本部
    - 地上伝送班（一部を日本海正面（高田駐屯地）に分派
    - 空中伝送班（立川駐屯地）

  - 通信群教育隊
- 第105基地システム通信大隊
  - 第105基地システム通信大隊本部
  - 第105基地システム通信大隊本部付隊「105基シ通-本」
  - 第305基地システム通信中隊「305基シ通」
    - 大宮派遣隊（大宮駐屯地）
    - 座間派遣隊（座間駐屯地）
    - 小平派遣隊（小平駐屯地）
    - 東立川派遣隊（東立川駐屯地）
    - 立川派遣隊（立川駐屯地）
    - 北富士派遣隊（北富士駐屯地）
    - 富士派遣隊（富士駐屯地）
    - 駒門派遣隊（駒門駐屯地）
    - 滝ヶ原派遣隊（滝ヶ原駐屯地）
    - 板妻派遣隊（板妻駐屯地）

  - 第316基地通信中隊「316基通」（練馬駐屯地）
    - 十条派遣隊（十条駐屯地）
    - 三宿派遣隊（三宿駐屯地）
    - 用賀派遣隊（用賀駐屯地）
    - 横浜派遣隊（横浜駐屯地）
    - 武山派遣隊（武山駐屯地）
    - 久里浜派遣隊（久里浜駐屯地）
    - 目黒派遣隊（目黒駐屯地）

  - 第317基地通信中隊「317基通」（相馬原駐屯地）
    - 新町派遣隊（新町駐屯地）
    - 吉井派遣隊（吉井分屯地）
    - 宇都宮派遣隊（宇都宮駐屯地）
    - 北宇都宮派遣隊（北宇都宮駐屯地）
    - 新発田派遣隊（新発田駐屯地）
    - 高田派遣隊（高田駐屯地）
    - 松本派遣隊（松本駐屯地）

  - 第320基地通信中隊「320基通」（霞ヶ浦駐屯地）
    - 古河派遣隊（古河駐屯地）
    - 勝田派遣隊（勝田駐屯地）
    - 土浦派遣隊（土浦駐屯地）
    - 松戸派遣隊（松戸駐屯地）
    - 習志野派遣隊（習志野駐屯地）
    - 下志津派遣隊（下志津駐屯地）
    - 木更津派遣隊（木更津駐屯地）
- 第105指揮所通信大隊
  - 第105指揮所通信大隊本部
  - 第105指揮所通信大隊本部付隊「105指通-本」
  - 指揮所通信中隊「105指通-指」
  - 通信支援中隊「105指通-支」
- 第304中枢交換通信中隊「304中枢交」

## 整備支援部隊
- 東部方面後方支援隊第301通信直接支援隊「301通直支」（朝霞駐屯地）：2002年（平成14年）3月27日から

## 主要幹部
| 官職名                   | 階級    | 氏名     | 補職発令日     | 前職                               |
| ------------------------ | ------- | -------- | -------------- | ---------------------------------- |
| 東部方面システム通信群長 | 1等陸佐 | 鈴木諭司 | 2024年03月18日 | 陸上自衛隊補給統制本部情報処理部長 |

| 代                       | 氏名             | 在職期間                        | 前職                                            | 後職                                           |
| 東部方面通信群長         | 東部方面通信群長 | 東部方面通信群長                | 東部方面通信群長                                | 東部方面通信群長                               |
| ------------------------ | ---------------- | ------------------------------- | ----------------------------------------------- | ---------------------------------------------- |
| 01                       | 功刀忠男         | 1983年03月24日 - 1985年03月15日 | 東部方面総監部防衛部付                          | 技術研究本部 技術開発官（陸上担当）付 総括班長 |
| 02                       | 日裏昌宏         | 1985年03月16日 - 1986年07月31日 | 陸上幕僚監部防衛部運用課 運用第1班長            | 統合幕僚会議事務局第1幕僚室勤務                |
| 03                       | 室本弘道         | 1986年08月01日 - 1987年07月06日 | 陸上幕僚監部装備部装備計画課 企画班長           | 陸上幕僚監部装備部装備計画課長                 |
| 04                       | 松田正幹         | 1987年07月07日 - 1989年03月31日 | 東北方面総監部装備部後方運用課長                | 陸上幕僚監部装備部通信電子課長                 |
| 05                       | 星野毅           | 1989年04月01日 - 1991年07月31日 | 技術研究本部 技術開発官（陸上担当）付 総括室長  | 陸上自衛隊通信補給処補給部長                   |
| 06                       | 持田修           | 1991年08月01日 - 1993年06月30日 | 陸上幕僚監部防衛部運用課 運用第1班長            | 陸上幕僚監部監理部総務課 広報室長              |
| 07                       | 澤頭洋一         | 1993年07月01日 - 1996年06月30日 | 陸上自衛隊通信学校研究員                        | 陸上自衛隊通信学校第1教育部長                  |
| 08                       | 惣坊勉           | 1996年07月01日 - 1998年07月31日 | 陸上自衛隊幹部学校学校教官                      | 防衛施設庁建設部通信課長                       |
| 09                       | 重藤馨           | 1998年08月01日 - 2001年07月31日 | 情報本部勤務                                    | 第1教育団副団長                                |
| 10                       | 竹下稔           | 2001年08月01日 - 2003年07月31日 | 統合幕僚学校学校教官                            | 通信団本部勤務                                 |
| 11                       | 辻勝文           | 2003年08月01日 - 2005年07月27日 | 陸上幕僚監部装備部開発課 開発第2班長            | 陸上自衛隊研究本部主任研究開発官               |
| 12                       | 川瀬昌俊         | 2005年07月28日 - 2006年07月30日 | 陸上幕僚監部装備部開発課総括班長                | 陸上幕僚監部装備部開発課長                     |
| 13                       | 須藤二男         | 2006年07月31日 - 2008年03月31日 | 自衛隊福岡地方連絡部募集課長                    | 陸上自衛隊研究本部主任研究開発官               |
| 14                       | 笹木明仁         | 2008年04月01日 - 2009年11月30日 | 陸上自衛隊研究本部研究員                        | 陸上自衛隊研究本部主任研究開発官               |
| 15                       | 原田智総         | 2009年12月01日 - 2011年04月26日 | 陸上幕僚監部運用支援・情報部 運用支援課企画班長 | 陸上幕僚監部人事部人事計画課長                 |
| 16                       | 菅野俊夫         | 2011年04月27日 - 2013年03月31日 | 陸上幕僚監部防衛部 情報通信・研究課情報通信室長 | 陸上自衛隊補給統制本部 通信電子部長            |
| 17                       | 末田毅           | 2013年04月01日 - 2015年03月31日 | 陸上幕僚監部人事部募集・援護課 総括班長         | 陸上幕僚監部装備部通信電子課長                 |
| 18                       | 田浦尚之         | 2015年04月01日 - 2016年06月30日 | 統合幕僚監部防衛計画部防衛課 防衛班長           | 陸上幕僚監部防衛部 情報通信・研究課長          |
| 19                       | 川田義一         | 2016年07月01日 - 2019年03月22日 | 陸上幕僚監部監理部総務課 企画班長               | 補給統制本部通信電子部長                       |
| 末                       | 青木圭           | 2019年03月23日 - 2020年03月25日 | 統合幕僚監部防衛計画部計画課                    | 東部方面システム通信群長                       |
| 東部方面システム通信群長 |                  |                                 |                                                 |                                                |
| 01                       | 青木圭           | 2020年03月26日 - 2021年03月25日 | 東部方面通信群長                                | 防衛装備庁プロジェクト管理部装備技術官         |
| 02                       | 亀井律子         | 2021年03月26日 - 2022年12月24日 | 自衛隊京都地方協力本部長                        | 退職                                           |
| 03                       | 山口賢二         | 2022年12月25日 - 2024年03月17日 | 東部方面総監部防衛部システム通信課長            | システム通信団本部付 →2024年6月9日 退職        |
| 04                       | 鈴木諭司         | 2024年03月18日 -                | 陸上自衛隊補給調整本部情報処理部長              |                                                |

## 過去の隷下部隊（改編、廃止）
- 第106通信運用大隊本部管理中隊「106通運-本」：2002年（平成14年）3月27日　第106通信運用大隊本部付隊に縮小改編。
- 東部方面通信群本部付隊「東通群-本」：2003年（平成15年）3月27日　東部方面通信群本部中隊に改編。
- 第101基地通信大隊「101基通-X」：2007年（平成19年）3月28日　第102システム管理隊と統合し、第105基地システム通信大隊を新編。
- 第102システム管理隊「102シス管」：2007年（平成19年）3月28日：第101基地通信大隊と統合し、第105基地システム通信大隊を新編。
- 第309基地通信中隊「309基通」：2007年（平成19年）3月28日　第305基地システム通信中隊に改編。
- 第106通信運用大隊「106通運-X」：2016年（平成28年）3月28日　第105指揮所通信大隊に改編。
- 第304搬送通信中隊「304搬通」：2016年（平成28年）3月28日　第304中枢交換通信中隊に改編。
- 第302システム防護隊：2021年（令和03年）3月18日：システム通信団に新編されたサイバー防護隊隷下に編成替え。